# Filippo Leutenegger

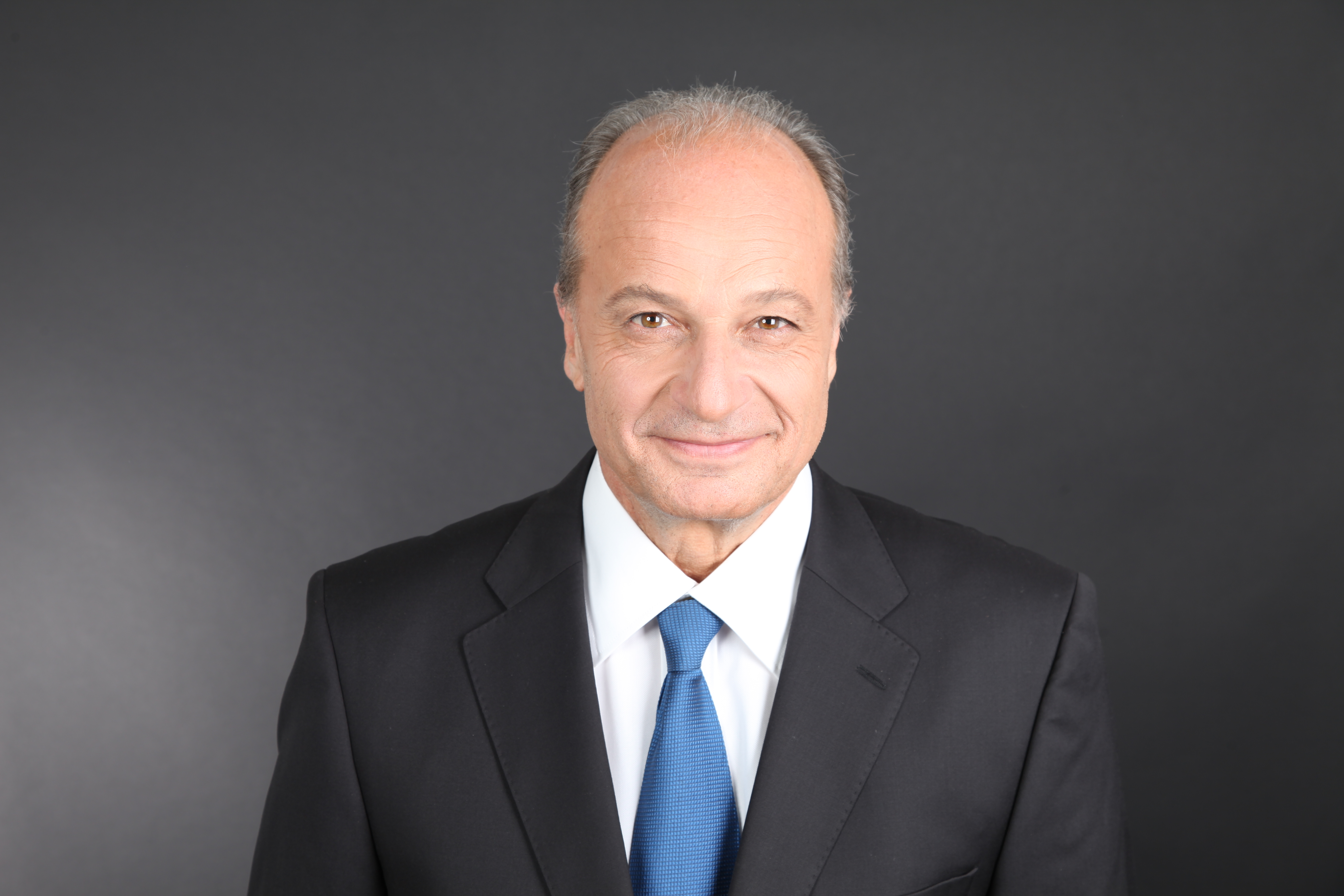
Filippo Leutenegger (2013)

Filippo Franz Saverio Leutenegger (* 25. November 1952 in Rom; heimatberechtigt in Thundorf TG und seit 2017 in Zürich) ist ein Schweizer Politiker, Journalist und Ökonom. Er war von 2003 bis 2014 Nationalrat der FDP und ist seither Zürcher Stadtrat.

## Beruflicher Werdegang
Seine Kindheit und Jugend verbrachte Filippo Leutenegger in Rom, sein Vater arbeitete dort bei der UNO. Zurück in die Schweiz kam er 1965, als ihn seine Eltern ins Internat der Klosterschulen Disentis und Altdorf schickten, wo er 1972 mit der Matura Typus A abgeschlossen hat. Als Student der Universität Zürich engagierte er sich in der Anti-Atomkraft-Bewegung. 1979/80 gründete er mit anderen Studentenvertretern die Wochenzeitung (WOZ) in Zürich. Nach Abschluss des Studiums in Betriebswirtschaftslehre war Leutenegger ab 1980 bei der Schweizerischen Kreditanstalt in Zürich als Betriebswirtschafter tätig. 1981 trat er eine Stelle als Wirtschaftsredaktor bei der Konsumentensendung Kassensturz von SF DRS an. Von 1984 bis 1989 war er Italien- und Tessin-Korrespondent des Schweizer Fernsehens, danach bis 1990 Moderator der Wirtschaftssendung Netto. 1993 wurde Leutenegger Redaktionsleiter der Diskussionssendung Freitagsrunde und gründete im selben Jahr die politische Talkshow Arena, die unter seiner Leitung zum Zentrum der öffentlichen politischen Auseinandersetzung der Schweiz wurde und den Marktanteil mehr als verdoppelte.

Filippo Leutenegger (1998)

1998 wurde Leutenegger zum Chefredaktor des Schweizer Fernsehens ernannt. Wegen unterschiedlicher Auffassungen mit Fernsehdirektor Peter Schellenberg verliess er das Fernsehen 2002. Wenige Tage später wurde er zum Geschäftsführer des schwer defizitären Medienunternehmens Jean Frey AG berufen, welches er innert eines Jahres sanierte und welches Ende 2006 mit grossem Gewinn an die Axel Springer AG verkauft wurde. 2000/2001 war er Mitglied des Verwaltungsrates der Schweizerischen Depeschenagentur. Im Dezember 2006 gründete er einen Zeitschriften-Verlag, die neue-ideen.ch AG, der das Magazin neue-ideen. Das Magazin für das Eigenheim herausgibt. Ausserdem ist er Gründungsmitglied der Schweizer Orthographischen Konferenz, Präsident des Vorstands des Vereins Aktion Medienfreiheit. Zusammen mit seiner Frau gründete er mehrere Kinderkrippen und Horte in der Stadt Zürich.
Von 2011 bis 2014 war Leutenegger Präsident des Verwaltungsrats der Basler Zeitung, der den Auftrag hatte, das Unternehmen mit Verlag und Druckerei zu sanieren. Von 2012 bis 2014 war Leutenegger Präsident des Wirtschaftsverbandes der Schweizer Kabel-TV-Unternehmen Swisscable.

## Politische Karriere
Im Herbst 2002 gab Leutenegger seine Kandidatur für den Nationalrat bekannt. Bei den Wahlen im Oktober 2003 wurde er mit dem Slogan «Weniger Staat, mehr Schweiz» auf der Liste der Freisinnig-Demokratischen Partei mit dem drittbesten Listenresultat ins Parlament gewählt. Bei den Schweizer Parlamentswahlen 2007 sowie 2011 schaffte er jeweils die Wiederwahl in den Nationalrat. Er sass in der dortigen Kommission für Umwelt, Raumplanung und Energie (UREK-NR) und war Mitglied der Geschäftsleitung und des Fraktionsvorstandes der FDP Schweiz.
2014 kandidierte er in der Stadt Zürich gleichzeitig als Stadtpräsident und als Mitglied der neunköpfigen Stadtregierung, des Stadtrats. Bei der Wahl zum Stadtpräsidenten unterlag er der Amtsinhaberin Corine Mauch (SP) bereits im ersten Wahlgang. Hingegen schaffte er die Wahl in den Stadtrat auf dem achten Platz. Er übernahm das Tiefbau- und Entsorgungsdepartement von der nicht mehr kandidierenden Grünen Ruth Genner. Damit holte er für die FDP auf Kosten der Grünen den zweiten Sitz im Stadtrat zurück, der bei einer Nachwahl im Jahre 2013 an Richard Wolff von der Alternativen Liste verlorengegangen war.
2018 wurde er als Stadtrat wiedergewählt, beim Kampf ums Stadtpräsidium unterlag er erneut der amtierenden Stadtpräsidentin Mauch. Bei der Ressort-Verteilung innerhalb des Gremiums wurde er mit der Leitung des Schul- und Sportdepartements betraut. 2022 wurde Leutenegger zum zweiten Mal als Stadtrat wiedergewählt. Im Februar 2025 gab er bekannt, 2026 nicht mehr zur Wiederwahl anzutreten.
Am 21. November 2023 wurde er zum Präsidenten der FDP Kanton Zürich gewählt.

## Privates
Leutenegger ist Vater zweier Kinder aus erster Ehe und drei weiterer aus zweiter Ehe mit der TV-Journalistin Michèle Sauvain, von der er sich 2017 trennte. Er wohnt in Zürich.